# Eutropiichthys salweenensis
Eutropiichthys salweenensis es una especie de peces de la familia Schilbeidae en el orden de los Siluriformes.

## Morfología
• Los machos pueden llegar alcanzar los 13,2 cm de longitud total.
- Número de  vértebras 52-54.[1]

## Reproducción
Es ovíparo y los huevos no son protegidos por los padres.

## Hábitat
Es un pez de agua dulce y de clima tropical.

## Distribución geográfica
Se encuentran en Asia: río Salween en Tailandia, aunque es probable que sea también presente en la  cuenca del mismo río en el este de Birmania y el oeste de Tailandia.